# Імпреза по-самчиківськи

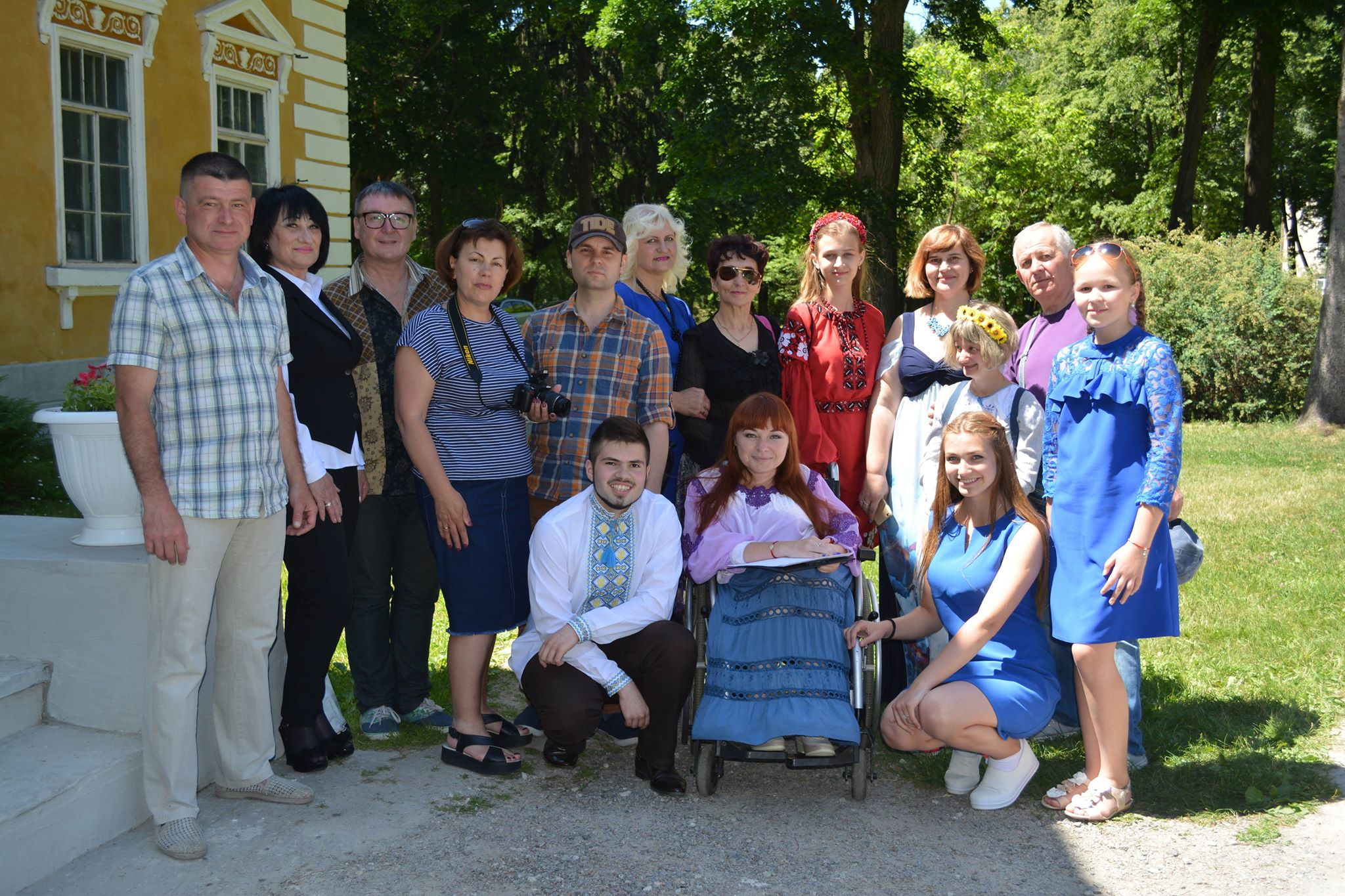
Фото з фестивалю, травень 2018

«Імпреза по-самчиківськи» — щорічний мистецький фестиваль, що проводиться на території Палацово-паркового ансамблю «Самчики» в селі Самчики Староконстянтинівського району Хмельницької області. Заснований 2014 року.
Організатори фестивалю: директор музею-садиби Богдан Пажимський, письменниця, громадська діячка, волонтер Оксана Радушинська та засновники мистецького порталу «Жінка-УКРАЇНКА» Юрій та Тетяна Пероганичі.
За роки на фестивалі виступило чимало знаних народних артистів та митців Хмельниччини й України. Але щороку у Самчиках приймають й новачків — поетів та виконавців.
Палацово-парковий ансамбль «Самчики» — це музей-садиба у селі Самчики Старокостянтинівського району. Палац є одним з найкраще збережених в Україні. У всеукраїнському конкурсі «Сім чудес України», проведеному в 2007 році, садиба у Самчиках стала одним із номінантів від Хмельниччини.

## Хронологія
2014
29 червня 2014 за ініціативи директора Державного історико-культурного заповідника «Самчики» Богдана Пажимського, за підтримки Старокостянтинівського районного радіомовлення і вебпорталу «Жінка-УКРАЇНКА» на території Палацово-паркового ансамблю «Самчики» був започаткований Всеукраїнський культурно-мистецький фестиваль «Імпреза по-самчиківськи».
Вперше свято було проведене 29 червня 2014.
2015
У 2015 ця культурно-мистецька подія відбулася 31 травня і поєдналася з традиційним для Самчиків святом Зеленої неділі.
Серед подій фестивалю — святкування Трійці, козацькі звитяги, гра на бандурі, українські пісні, авторський спів та поезія, вистріли з козацької гармати, вареники для учасників імпрези, юшка і каша для всіх учасників заходу, чай просто неба зі справжнього самовара кінця 19 століття, зустріч з творчими особистостями.
Традиційні козацькі звитяги відбувалися з самого рану на вигоні перед маєтком і включали підіймання півпудової гирі, біг з мішком зерна наперед себе, перетягування канату, звитяги верхи на конях… В цей час на багаттях, в здоровенних казанах варилася рибна юшка і каша для гостей свята.
Учасники «Імпрези по-самчиківськи» прибули зі Старокостянтинова, Старої Синяви, Хмельницького, Вінниці та Києва. По обіді на території маєтку звучав муніципальний духовий оркестр під керівництвом Василя Муляра.
Центральна подія свята — концертна частина. Учасників привітали голова районної ради Олександр Коханюк, творці порталу «Жінка-українка» Юрій Пероганич і Тетяна Череп-Пероганич, директор Державного історико-культурного заповідника «Самчики» Богдан Пажимський, в. о. директора районного радіомовлення Сергій Грищук. Упродовж двогодинного концерту на ґанок маєтку — імпровізовану сцену — піднімалися поети: Віталій Міхалевський, Володимир Сідлецький (місто Хмельницький), Любов Сердунич (Стара Синява), Тетяна Череп-Пероганич (місто Київ), Оксана Радушинська (Староконстянтинів); під супровід бандури співала Юлія Григорук (місто Вінниця), вокальне мистецтво дарували: Юрій Старчевод, Маркіян Свято, Надія Пукас, заслужена артистка України Світлана Мирвода (місто Київ), Віктор Шайда (місто Хмельницький). До участі в заході долучилися артисти творчого волонтерського об'єднання «Мистецька подільська сотня»: Анастасія Гулевата, Марина Українець, Назарій Поляков (місто Хмельницький) та Катерина Аргунова (місто Старокостянтинів).
Тематика виступів включала зокрема пісні «Два кольори» і «Червона рута», авторські пісні виконавців і творчість подільських піснярів. Проте наскрізною темою крізь увесь концерт пройшла тема війни в Україні.
Учасники мали можливість придбати мистецькі твори, виконані в унікальній техніці «самчиківський розпис».
2017
На Трійцю, 4 червня 2017, на «Зелену неділю» на вигоні перед маєтком розгорнулися народні забави, пригощали юшкою і кулішем, змагались у вправності, працювало містечко майстрів. Власну творчість на ґанку панського маєтку презентували поети Оксана Радушинська (м. Старокостянтинів), Тетяна Череп-Пероганич (м. Київ), Віталій Міхалевський (м. Хмельницький), Олена Іськова-Миклащук (м. Шепетівка), Ярина Мавка (м. Київ), Лілія Батюк-Нечипоренко (м. Київ), поетеса і бандуристка Юлія Григорук (м. Вінниця), репер Руслан Ковальчук (м. Старокостянтинів), скрипалька Ольга Безносюк (м. Красилів), співаки із м. Хмельницького Ігор Грінькевич, Катерина Колодинська, Кіра Нанба, автор і виконавець з Києва Юрій Старчевод, заслужений діяч естрадного мистецтва України Зоя Тимченко (Макарчук), народні артисти України Олег Дзюба (уродженець Старокостянтинівщини), Світлана Мирвода.
2018
Фестиваль відбувся у Зелену неділю, 27 травня, «Імпреза по-самчиківськи» уже вчетверте зібрала поетів, співаків, композиторів, режисерів Хмельниччини та України. Від започаткування фестивалю участь у ньому беруть народна артиста України Світлана Мирвода, бандуристка Юлія Григорук, автор і виконавець Юрій Старчевод, поет Віталій Міхалевський, родини Пероганичів, Радушинських, Пажимських.
Почався фестиваль зі знайомства з маєтком «Самчики», унікальним самчиківським розписом. Далі господині Самчик частували гостей варениками (цьогоріч було чотирьох видів, в тому числі з вишнями) і авторським узваром. Серед учасників цьогорічного фестивалю:
- Оксана Радушинська — журналістка, поетеса, письменниця, авторка 27 книг, кавалер ордена Княгині Ольги ІІІ ступеня, волонтерка, голова ГО "Творча сотня «Рух до перемоги».
- Тетяна Череп-Пероганич — співзасновник порталу «Жінка-українка», поетеса, прозаїк, драматург, журналістка, перекладач, громадська діячка, лауреат національних і міжнародних премій, автор 8 книжок.
- Юрій Пероганич — співзасновник порталу «Жінка-українка», український громадський діяч, генеральний директор Асоціації підприємств інформаційних технологій України, ініціатор створення і співзасновник громадської організації «Вікімедіа Україна».
- Юрій Старчевод — український виконавець, поет, композитор, автор двох музичних альбомів, волонтер ГО "Творча сотня «Рух до перемоги».
- Світлана Мирвода — українська бандуристка, співачка, артистка в Академічному оркестрі народної та популярної музики Національної радіокомпанії України, народна артистка України, волонтерка.
- Олександра Стецюк– співачка, навчається в Київській середній спеціалізованій музичній школі-інтернат імені Лисенка.
- Юлія Григорук– поетеса, бандуристка, лауреат Всеукраїнських літературних конкурсів.
- Сергій Пантюк — поет, журналіст, громадський діяч, видавець, автор понад 20 книг, лауреат низки конкурсів та премій.
- Люда Весела — автор 3 поетичних збірок, поетеса, журналіст, лауреат конкурсів та премій.
- Ольга Остапчук, творчий псевдонім Олена Вітер — журналіст, поетеса. Лауреат літературних конкурсів, автор 2 поетичних збірок.
- Оксана Почапська — поетеса, журналіст, доцент кафедри журналістики Кам'янець-Подільського національного університету імені Івана Огієнка.
- Світлана Мілімук — поетеса, авторка 8 поетичних збірок.
- Любов Сердунич — краєзнавиця, журналістка, авторка 17 різножанрових збірок.
- Кіра Нанба– співачка, волонтер ГО "Творча сотня «Рух до перемоги».
- Віталій Міхалевський — член НСПУ, лауреат літературних премій та конкурсів.
- Катя Колодинська– військовослужбовиця ЗСУ, співачка, волонтер "Творча сотня «Рух до перемоги».
- Ольга Безносюк– скрипалька, викладачка ДМШ, волонтер ГО "Творча сотня «Рух до перемоги».
- Вікторія Оліщук — поетеса, студентка 6 курсу КНУ імені Тараса Шевченка.
- Руслан Ковальчук– репер, волонтер ГО "Творча сотня «Рух до перемоги».
- Вадим Маєвський — співак, лауреат співочих конкурсів, волонтер ГО "Творча сотня «Рух до перемоги».
- Ліза Вознюк — співачка, лауреатка співочих конкурсів, волонтер ГО "Творча сотня «Рух до перемоги».
- Зоя Тимченко-Макарчук з чоловіком Віктором Бутком– співачка, заслужений діяч естрадного мистецтва України
- Аліна Горбатовська — співачка, лауреатка всеукраїнських та міжнародних конкурсів.
- Оля Терещук — співачка, бандуристка, лауреатка конкурсів, студентка Хмельницького музичного коледжу ім. В.Заремби.
- хореографічні та вокальні ансамблі Хмельниччини, зокрема творчі колективи Чорноострівської ОТГ, які відрядили на Імпрезу два хореографічних колективи, вокальний ансамбль і юну бандуристку Катерину Гулевич.

## Друковані публікації
- Ніна Головченко. Імпреза по-самчиківськи // Культура і життя. — № 23, 8 червня 2018. — С. 2. Архівовано з джерела 12 червня 2018. Процитовано 6 червня 2018.